# Bîhiv, Liubeșiv
Bîhiv (în ucraineană Бихів) este localitatea de reședință a comunei Bîhiv din raionul Liubeșiv, regiunea Volînia, Ucraina.

## Demografie
Componența lingvistică a localității Bîhiv
     Ucraineană (99,49%)
     Alte limbi (0,43%)
Conform recensământului din 2001, majoritatea populației localității Bîhiv era vorbitoare de ucraineană (99,49%), existând în minoritate și vorbitori de alte limbi.